# Прва лига Југославије у кошарци 1984/85.
Прва лига Југославије у кошарци 1985/86. је било 41. првенство СФРЈ у кошарци. Титулу је освојила Цибона.

## Учесници првенства

### Табела
|     | Тим              | Игр. | Поб. | Нер. | Изг. | П+   | П-   | П+/- | Бод |
| --- | ---------------- | ---- | ---- | ---- | ---- | ---- | ---- | ---- | --- |
| 1.  | Цибона Загреб    | 22   | 19   | 0    | 3    | 2078 | 1850 |      | 38  |
| 2.  | Црвена звезда    | 22   | 14   | 0    | 8    | 2108 | 1940 |      | 28  |
| 3.  | Задар            | 22   | 14   | 0    | 8    | 1915 | 1820 |      | 28  |
| 4.  | Босна            | 22   | 14   | 0    | 8    | 2004 | 1945 |      | 28  |
| 5.  | Партизан         | 22   | 13   | 0    | 9    | 2013 | 1932 |      | 26  |
| 6.  | Шибенка          | 22   | 12   | 0    | 10   | 1978 | 1973 |      | 24  |
| 7.  | Будућност        | 22   | 10   | 0    | 12   | 1830 | 1860 |      | 20  |
| 8.  | Борац Чачак      | 22   | 9    | 0    | 13   | 1901 | 2065 |      | 18  |
| 9.  | Слога            | 22   | 8    | 0    | 14   | 1916 | 2043 |      | 16  |
| 10. | Југопластика     | 22   | 8    | 0    | 14   | 1882 | 1917 |      | 16  |
| 11. | Раднички Београд | 22   | 8    | 0    | 14   | 1895 | 1971 |      | 16  |
| 12. | ИМТ Београд      | 22   | 3    | 0    | 19   | 1756 | 1960 |      | 6   |

Легенда:

### Плеј-оф
1. Цибона - Црвена звезда 97:88
2. Црвена звезда - Цибона 92:89
3. Цибона - Црвена звезда 119:106

## Састави екипа
| Екипа         | Играчи | Тренер            |
| ------------- | --- | ----------------- |
| Цибона        | Миховил Накић, Аднан Бечић, Зоран Чутура, Дамир Павличевић, Дражен Петровић, Александар Петровић, Бранко Вукићевић, Свен Ушић, Иво Накић, Фрањо Араповић, Андро Кнего, Игор Лукачић                                                                                                   | Жељко Павличевић  |
| Црвена звезда | Зоран Радовић, Стеван Караџић, Слободан Николић, Предраг Богосављев, Милићевић, Слободан Јанковић, Иво Петовић, Александар Миливојша, Јокановић, Зоран Сретеновић, Алексић, Милосављевић, Бранислав Прелевић, Стојачић                                                                | Ранко Жеравица    |
| Партизан      | Арсеније Пешић, Небојша Зоркић, Бобан Петровић, Мишко Марић, Жељко Обрадовић, Миленко Савовић, Александар Ђорђевић, Небојша Матић, Александар Драгићевић, Љубиша Јовановић, Горан Грбовић, Саво Стефановић, Милован Радојчић, Зоран Стојачић, Миленко Бугарчић, Владимир Драгутиновић | Зоран Славнић     |
| Шибенка       | Владимир Андроић | Душан Ивковић     |
| Будућност     | Лука Павићевић | Владе Ђуровић     |
| Слога         | Драган Тодорић, Владимир Дашић, Милош Бабић, Томислав Андрић, Владе Дивац | Милован Богојевић |
| ИМТ           | Срећко Јарић, Жељко Тишма, Миленко Бабић, Ђорђе Луковић, Александар Цакић, Жарко Копривица, Драшко Вучетић, Слободан Кустудић, Душан Керкез, Мирослав Николић, Предраг Бојић, Зоран Кречковић                                                                                         | Драган Шакота     |